# 新寧物流
河南新寧現代物流股份有限公司，前稱江蘇新寧現代物流股份有限公司（英語：Henan Xinning Modern Logistics Co.,Ltd.，深交所：300013，简称：新寧物流），是一间于深圳证券交易所上市交易的中国物流企业。

## 历史
前身为1997年由王雅軍（董事長）創立的「昆山新宁公共保税仓储有限公司」。
現時在中国經營資運物流服务。招股價為15.6元人民幣，發行新股為6000萬股新股，而集資額為9.4億元人民幣。而股份則在2009年10月30日於深圳證券交易所創業板上市。
该公司總部曾位於江苏省昆山市张浦镇阳光西路760号，后于2022年7月因应公司实际控制权的变化而迁至中国（河南）自由贸易试验区郑州片区。

## 連結
- xinning.com.cn